# Kay Kyser
Kay Kyser (18 de junio de 1905 – 23 de julio de 1985) fue un famoso líder de banda estadounidense y personalidad radiofónica de las décadas de 1930 y 1940.

## Primeros años
Su verdadero nombre era James Kern Kyser, y nació en Rocky Mount, Carolina del Norte. Sus padres eran los farmacéuticos Paul Bynum Kyser y Emily Royster Howell. Primo suyo era Vermont C. Royster. Kyser se graduó en la Universidad de Carolina del Norte en Chapel Hill con una licenciatura en comercio. Debido a su popularidad y entusiasmo como animador, fue invitado a entrar en una banda formada por otros estudiantes. Empezó a estudiar clarinete, pero se le daba mejor el trabajo de animador y locutor que el de músico. 

## Era de la big band
Tras hacer Kyser un número que combinaba la música con una prueba, fue escuchado en el Mutual Broadcasting System en 1938, pasando posteriormente a la NBC, emisora de radio con la que estuvo desde 1939 a 1949. Su programa, Kay Kyser’s Kollege of Musical Knowledge, consiguió una buena audiencia, y Kyser lideraba la banda como “The Ol’ Perfessor”.
Kyser fue también conocido por cantar los títulos de las canciones, una costumbre copiada por Sammy Kaye y Blue Barron. Cuando empezaba la canción, uno de los primeros cantantes de la banda (usualmente Harry Babbitt) interpretaba la frase del título, y después el primero o dos primeros versos de la canción eran instrumentados antes de retomar las letras.
El 26 de febrero de 1941, Kay Kyser fue el primer líder de banda en actuar para el personal militar. Tuvo 11 números uno a lo largo de su vida. Uno de sus mayores éxitos llegó con la melodía “Three Little Fishes.”
Según Babbitt, “Kay dejó un fuerte legado grabado en la música popular americana, incluyendo su Kollege of Musical Knowledge.” “Soy afortunado y estoy orgulloso de haber formado sido parte integral de esa banda y de ese legado." Alguno de los miembros de la banda, incluyendo a Babbitt y al cornetista Merwyn Bogue, afirmaban que Kyser era difícil de conocer personalmente, y que era un hombre de negocios.
A diferencia de la mayor parte de las bandas de la época, centradas en torno al líder, algunos miembros de la orquesta de Kyser acabaron siendo estrellas por derecho propio y se convirtieron en el centro de atención. Además de Babbitt, algunos de los componentes más famosos fueron: Bogue; el trombonista Bruce King; el saxofonista Jack Martin; Ginny Simms, que tuvo su propia carrera como actriz y cantante tras dejar la banda; Sully Mason; Mike Douglas, que había sido presentador de un programa televisivo, y Georgia Carroll. Carroll, una modelo y actriz cuyo papel más conocido fue el de Betsy Ross en Yankee Doodle Dandy, fue apodada “Gorgeous (Espléndida) Georgia Carroll” cuando se sumó al grupo en 1943. Un año después, ella y Kyser se casaron, permaneciendo unidos hasta la muerte del músico. Tuvieron tres hijos.
Durante la Era del Swing, Kyser, Hal Kemp y Tal Henry a menudo tocaban en la ciudad de Nueva York, haciendo posible la reunión de músicos de Carolina del Norte. Posteriormente, tras su retirada, Kyser y Henry solían reunirse para compartir sus memorias del mundo musical.

## Cine
A finales de la década de 1930 e inicios de la de 1940, la banda de Kyser actuó en varios largometrajes, usualmente como ellos mismos. Los primeros filmes fueron That’s Right You’re Wrong (1939) y You'll Find Out (1940). En algunas de las cintas se urdía una historia que giraba alrededor de la banda. Around the World (1943) trataba sobre las giras internacionales en campamentos militares. En Carolina Blues (1944) trabajó Ann Miller. Dos de las actuaciones más conocidas del grupo tuvieron lugar en 1943, en las películas Stage Door Canteen y Thousands Cheer, ambas producidas para levantar la moral de la tropa y de sus familias. 
Kyser también actuó como comediante. Así, trabajó en el último film de John Barrymore, Playmates (1941). El personal estilo interpretativo de Kyser era entusiasta y cómico. A diferencia de la mayor parte de los líderes de banda de su época, Kyser bailaba y cantaba con su grupo, siendo un ejemplo, entre otros, la interpretación de “I Dug a Ditch” en el film Thousands Cheer.
Tras la Segunda Guerra Mundial, su orquesta siguió grabando éxitos, incluyendo dos temas en los que cantaba Jane Russell. En It’s All Up to You participaba Frank Sinatra y Dinah Shore. Kyser quiso retirarse tras la guerra, pero los contratos de grabaciones y actuaciones le mantuvieron en activo otra media década. En esa época Kyser hizo un cameo en un cómic sobre Batman.

## Televisión
En 1949 y 1950 se emitió el programa Kay Kyser’s College of Musical Knowledge en la NBC. Además de Kyser, el show presentaba a Merwyn Bogue y a los vocalistas Mike Douglas, Sue Bennett y Liza Palmer, amén del grupo vocal The Honeydreamers y el equipo de baile de Diane Sinclair y Ken Spaulding. Ben Grauer fue el presentador de la primera temporada. Siempre un hombre de negocios, Kyser reunió a su banda especialmente para esta serie, y tras la finalización del show la disolvió con rapidez.

## Últimos años
Kyser se convirtió a la Ciencia Cristiana entre 1944 y 1946, a pesar del hecho de que su madre había sido la primera mujer farmacéutica de su condado natal. No obstante, se interesó por la Ciencia Cristiana a causa de que la medicina convencional no aliviaba sus problemas de artritis. Esta enfermedad es citada a menudo como una de las razones por las cuales Kyser se retiró en 1950. A principios de la década de 1960 varios miembros del equipo de Kay Kyser se reunieron para grabar un álbum con nuevas versiones de sus grandes éxitos.
En la década de 1970 Kay dirigió el departamento cinematográfico y televisivo de la Christian Science Church en Boston. Se convirtió en un importante conferenciante y fue nombrado Christian Science Practitioner (un sanador por la oración). Estos servicios le valieron el título honorario de “Presidente de la Iglesia Mundial de la Ciencia Cristiana” en 1983.
Kay Kyser falleció en 1985 en Chapel Hill (Carolina del Norte) a causa de un infarto agudo de miocardio. Fue enterrado en el Cementerio Old Chapell Hill de esa ciudad.

## Audio
- Grabaciones de Kyser
- Command Performance: Kay Kyser (1 de abril de 1942)
- The Glowing Dial (0:48 to 1:20): Kay Kyser’s Kollege of Musical Knowledge (11 de octubre de 1944)